# Kishiwada
Kishiwada (Japans: 岸和田市, Kishiwada-shi) is een stad in de prefectuur  Osaka, Japan. In 2013 telde de stad 197.388 inwoners. Kishiwada maakt deel uit van de metropool Groot-Osaka.

## Geschiedenis
De stad werd op 1 november 1922 gesticht tijdens de Taishoperiode. Op 1 april 2002 verkreeg Kishiwada het statuut van speciale stad.

## Partnersteden
- South San Francisco, Verenigde Staten sinds 1992
- Yeongdeungpo-gu, Zuid-Korea sinds 2002

Steden:
Daito · Fujiidera · Habikino · Hannan · Higashiosaka · Hirakata · Ibaraki · Ikeda · Izumi · Izumiotsu · Izumisano · Kadoma · Kaizuka · Kashiwara · Katano · Kawachinagano · Kishiwada · Matsubara · Minoh · Moriguchi · Neyagawa · Osaka (hoofdstad) · Osakasayama · Sakai · Sennan · Settsu · Shijonawate · Suita · Takaishi · Takatsuki · Tondabayashi · Toyonaka · Yao

Districten:
Minamikawachi · Mishima · Senboku · Sennan · Toyono
Gemeenten per district
Akashi · Atsugi · Chigasaki · Fuji · Fukui · Hachinohe · Hirakata · Hiratsuka · Ibaraki · Ichinomiya · Isesaki · Joetsu · Kakogawa · Kasugai · Kasukabe · Kawaguchi · Kishiwada · Kofu · Koshigaya · Kumagaya · Kure · Matsue · Matsumoto · Mito · Nagaoka · Neyagawa · Numazu · Odawara · Ōta · Sasebo · Sōka · Suita · Takarazuka · Tokorozawa · Tottori · Tsukuba · Yamagata · Yamato · Yao · Yokkaichi